# Лимбургер
Лимбургер (на немски: Limburger) е вид меко сирене от краве мляко, което се произвежда в най-вече в Белгия, но също и в Нидерландия и Германия. То се отличава със силен аромат и остър вкус.

## История
Сиренето Лимбургер започва да се произвежда през средните векове от трапистки монаси в историческото херцогство Лимбург. Днес територията на това херцогство е разделена между съвременните държави Белгия, Нидерландия и Германия. Сиренето става известно още през ХІХ век със своя специфичен и силен аромат, поради което става известно и като „миризливо немско сирене“. Най-големите производители на това сирене днес са в Германия.
След 1840 г. сиренето започва да се произвежда и в щата Уисконсин (САЩ) от емигранти от Европа. През 1867 г. американецът Рудолф Бекерц пръв започва производство на Лимбургер в домашната си изба в Уисконсин. През 1880 г. в окръг Грийн двадесет и пет фабрики произвеждат лимбургер, а през 1930 г. те са вече над сто. Днес само една компания в Съединените щати прави лимбургер – „Chalet Cheese Cooperative“ в Монро, Уисконсин.
Лимбургер се произвежда също и в Канада от „Oak Grove Cheese Company“ в Ню Хамбург, Онтарио.
В Холандия на границата с Германия и Белгия се прави сиренето Ерве, което много прилича на Лимбургер.

## Характеристика
Сиренето Лимбургер има бледо кремава до жълта гладка, мека и кремообразна вътрешност и ароматна червеникаво-кафява кора, понякога със следи от бял мухъл. Вкусът е пикантен, ароматът – силен и остър като интензивността му се увеличава с течение на зреенето.
В 100 грама сирене се съдържат около 327 кКал (1370 кДж), 27 грама мазнини, 20,05 грама белтъчини, 0,49 грама въглехидрати, 90 мг холестерол.

## Производство
Лимбургер се произвежда от краве мляко. Млякото се пастьоризира при температура от 72 °C, след което се охлажда до 30 °C. След това в млякото се въвеждат бактериална култура (Brevibacterium linens), след което се добавя сирище за пресичане. След това сместа се нагрява до 35 °C. Сиренето се формова в правоъгълни калъпи, след което се осолява и се оставя да зрее при висока влажност в продължение на две седмици. Температурата се понижава до 10 °C и сиренето отлежава в продължение на няколко месеца. Сиренето зрее от 6 до 12 седмици и има съдържание на мазнини, което варира между 20 и 50%. Произвежда се под формата на бучки с тегло 200 или 500 г.

## Консумация
Лимбургер често се консумира с горещи печени пресни картофи в масло и на сандвичи от ръжен хляб с дебели резени сладък суров лук и горчица. Съчетава се също с шунка, кисели краставички, бисквити, плодове и зеленчуци и консервирани сардини и аншоа. Не е подходящо за готвене. Подходящи напитки са черно кафе, тъмна или бок бира, сайдер и червено вино.